# Sandra Eie
Sandra Eie (14 novembre 1995) è una sciatrice freestyle norvegese, specializzata in slopestyle e big air.

## Biografia
Attiva a livello internazionale dall'aprile 2014, Sandra Eie ha debuttato in Coppa del Mondo il 23 dicembre 2017, giungendo 11ª nello slopestyle di Font Romeu. Il 21 ottobre 2022 ha ottenuto il suo primo podio nel massimo circuito, arrivando 2ª nel big air di Coira, alle spalle della francese Tess Ledeux.
In carriera ha preso parte a due edizioni dei Giochi olimpici invernali e ad altrettante dei Campionati mondiali di freestyle.

## Palmarès

### Mondiali
- 1 medaglia:
  - 1 argento (big air a Bakuriani 2023)

### Coppa del Mondo
- Miglior piazzamento in classifica generale: 13ª nel 2022
- Miglior piazzamento nella Coppa del Mondo di slopestyle: 7ª nel 2020
- Miglior piazzamento nella Coppa del Mondo di big air: 7ª nel 2022
- 1 podio:
  - 1 secondo posto